# Mircea I. Vlaški
Mircea I. ali Mircea Starejši (romunsko Mircea cel Bătrân, Starejši) je bil od leta 1418 do svoje smrti vlaški knez, * 1355,  † 31. januar 1418. 
Priimek Starejši je dobil po smrti, da bi ga razlikovali od njegovega vnuka Mircee II. oziroma Mircee Mlajšega. Romunsko zgodovinopisje ga od 19. stoletja imenuje tudi Mircea Veliki (Mircea cel Mare).

## Družina
Mircea je bil sin vojvode Raduja I. Vlaškega in njegove žene Kalinikije  in prvi naslednik v Basarabski dinastiji.  Bil je oče Vlada II. Drakula  in Aleksandra I. Aldee in stari oče Mircee II., Vlada III. Drakule, Vlada IV. Meniha in Raduja III. Čednega. Omenjena sinova in vnuki so bili vlaški knezi. Mircea II. in Vlad III. sta bila sposobna vojaška poveljnika. Vlad II. je postal znan po svoji domnevni okrutnosti in inspiracija za roman Drakula Brama Stokerja.

## Vladanje
Za Mircejevo vladavino se pogosto govori, da je v Vlaško prinesla stabilnost. Vlaške meje so se zaradi geografskega položaja stalno spreminjale, med Mircejevo vladavino pa so se umirile in dosegle največji obseg. Vlaška je segala od južnih Karpatov na severu do Donave na jugu in od Železnih vrat na Donavi  na zahodu do Črnega morja na vzhodu.
Mircea je utrdil moč države in organiziral državno upravo, spodbujal gospodarski razvoj, povečal državne prihodke in koval svoj srebrn denar, ki ni krožil samo v Vlaški, ampak tudi v sosednjih državah. Trgovcem iz Poljske in Litve je odobril privilegije in obnovil tiste, ki so jih prebivalcem Braşova dali njegovi predhodniki. Utrdil je trdnjave ob Donavi in  »veliko armado«, sestavljeno iz svobodnjakov in tlačanov. Dokazal se je tudi kot velik podpornik pravoslavne cerkve. Bil je prvi vladar v regiji, ki se je ukvarjal s suženjstvom, in leta 1388 ob samostanu za Rome zgradil 300 bivališč. 
Mircea je ustvaril tudi sistem trajnih zavezništev, ki so mu omogočila braniti neodvisnost kneževine. Preko moldavskega kneza Petruja Muşata je leta 1389  sklenil pogodbo o zavezništvu s poljskim kraljem Vladislavom II. Jagelom. Pogodbo je obnovil leta 1404 in 1410.  Vzdržeal je tesne stike z ogrskim kraljem  Sigismundom Luksemburškim, s katerim sta imela skupen interes v borbi proti širjenju Osmanskega cesarstva.

## Konflikti z Osmanskim cesarstvom
Zaradi podpore Bolgarom južno od Donave v bojih proti Turkom je tudi sam postal nasprotnik Osmanskega cesarstva. Leta 1394 je sultan Bajazid I. s 40.000 vojaki prečkal Donavo. Vojska je bila za tiste čase  ogromna. Mircea je imel na razpolago samo približno 10.000 mož in bi bil v odprti bitki zagotovo poražen, zato se je odločil za  gverilsko vojskovanje z majhnimi vojaškimi enotami, lokaliziranimi napadi in hitrimi umiki. Vojski sta se končno spopadli v bitki na Rovinah 10. oktobra 1494 na gozdnatem in močvirnem terenu, ki je onemogočil popoln razvoj turške vojske. Mircea je v divji bitki zmagal in pregnal Turke iz države. Mircea se je moral kljub temu makniti na Ogrsko, Turki pa so na vlaški prestol posadili Vlada Uzurpatorja (vladal 1394-1397).
Mircea se je leta 1396 udeležil protiosmanskega križarskega pohoda, ki ga je organiziral ogrski kralj. Pohod se je končal z osmansko zmago v bitki pri Nikopolju 25. septembra 1396. Mircea je naslednje leto z ogrsko pomočjo  porazil Vlada Uzurpatorja in ustavil osmansko vojsko, ki je že prečkala Donavo. Leta 1400 je porazil še tretjo osmansko vojsko, ki je vdrla v njegovo kneževino.
Po Timur Lenkovi zmagi nad Bajazidom  v bitki pri Ankari leta 1402 se je začelo v Osmanskem cesarstvu obdobje anarhije, katero je Mircea izkoristil za napade na Osmansko cesarstvo, v katerih so sodelovali tudi Ogri. Leta 1404 je ponovno osvojil Dobrudžo, se vmešal v osmansko državljansko vojno za oblast in omogočil princu Musi Čelebiju, da je za nekaj časa zasedel osmanski prestol. V tem času je Mircea dosegel vrh svoje moči.
Proti koncu svoje vladavine je z Osmanskim cesarstvom podpisal mirovno pogodbo, s katero so Osmani v zameno za davek 3.000 zlatnikov letno odstopili od namere, da iz Vlaške naredijo svoj pašaluk.

## Zapuščina
Nemški zgodovinar Leunclavius  je Mirceo opisal kot »najhrabrejšega in najsposobnejšega krščanskega kneza«, ki je vladal  32 let. Mircea je bil ktitor, ki je, med drugim, okrog leta 1390 zgradil samostan Cozia pri Călimănești. Pri gradnji se je zgledoval po srbski cerkvi Lazarica v Kruševcu, cerkvah v Velučah in Naupari  in samostanu Kalenić pri Kruševcu.